# Gropehøgda
Die Gropehøgda (norwegisch für Senkenhöhe, japanisch グローパ東台 Gropa-higasi-dai, deutsch ‚Östliche Gropahöhe‘) ist ein 1395 m hoher Berg der Sør Rondane im ostantarktischen Königin-Maud-Land. Im nördlichen Teil der Balchenfjella ragt er östlich der Gropeheia auf.
Wissenschaftler des Norwegischen Polarinstituts benannten ihn 1990 deskriptiv, da der Berg in einem Gebiet mit zahlreichen Senken liegt.